# Bassirou Diomaye Faye
Bassirou Diomaye Diakhar Faye (Ndiaganiao, M'Bour, 25 de marzo de 1980) es un exinspector fiscal, abogado y político senegalés; actual presidente de la República de Senegal desde 2024.
Es el ex secretario general del disuelto partido Patriotas de Senegal (PASTEF), se presentó como candidato presidencial a las elecciones de 2024 en sustitución del candidato descalificado Ousmane Sonko, logró ganar la elección en la primera vuelta electoral.

## Educación y carrera temprana
En 2000, Faye obtuvo su licenciatura. Obtuvo con éxito una maestría en derecho y posteriormente aprobó ambos concursos, inscribiéndose en la Escuela Nacional de Administración (ENA) y en la magistratura en 2004. Después de graduarse, optó por convertirse en inspector de impuestos en el departamento de Impuestos y Patrimonios, donde se hizo amigo de Sonko, un compañero de la misma escuela.
La relación de Faye y Sonko se hizo más estrecha en 2014, en la Unión de Impuestos y Sucesiones, creada por Sonko, el líder del recién fundado partido político Patriotas Africanos de Senegal por el Trabajo, la Ética y la Fraternidad (PASTEF). Durante su tiempo al frente del sindicato, Faye hizo campaña para facilitar la propiedad de vivienda a los agentes fiscales y inmobiliarios.

## Carrera política
Faye, que inicialmente era invitado cuando se fundó el partido, ascendió rápidamente hasta convertirse en una de las figuras más destacadas del partido. Se convertiría en uno de los ideólogos y diseñadores del programa de Sonko para su candidatura presidencial en 2019. Sonko obtuvo casi el 16% de los votos y quedó tercero.
En febrero de 2021, Faye se convirtió en secretario general de PASTEF después de que Sonko fuera arrestado, acusado de violación repetida por un empleado de un salón de masajes. Como parte de su estrategia para llegar al poder, Faye intentó unir a la oposición para las elecciones de 2022, obteniendo 56 escaños bajo la alianza "Liberar al Pueblo".

### Campaña presidencial
Tras la incertidumbre sobre la posibilidad de que Sonko fuera candidato en las elecciones presidenciales, PASTEF respaldó a Faye en noviembre de 2023 como su candidata para las elecciones presidenciales de 2024, a pesar de que estaba detenido. Sin embargo, PASTEF se había disuelto varios meses antes, lo que significaba que se postulaba como independiente. El 20 de enero de 2024, el Consejo Constitucional senegalés publicó la lista definitiva de candidatos a las elecciones presidenciales y Sonko no se presentó tras varias batallas judiciales. La candidatura de Faye fue validada porque nunca fue condenado aunque permaneció detenido. Sonko rápidamente anunció su apoyo a Faye para las elecciones.
El 15 de marzo de 2024, un día después de su liberación de la cárcel, Faye reunió a cientos de seguidores en su primera aparición pública como candidato presidencial. El expresidente Abdoulaye Wade y su Partido Democrático Senegalés (PDS) respaldaron a Faye el mismo día, aumentando sus posibilidades de ganar las elecciones. La medida se produjo después de que el candidato del PDS, Karim Wade, fuera descalificado para participar en la carrera porque tenía doble ciudadanía en el momento de presentar su candidatura. Cheikh Tidiane Dieye, otro candidato a las elecciones presidenciales, se retiró en favor de Faye.
Durante la campaña presidencial, prometió crear empleos, hizo una fuerte campaña contra la corrupción y prometió reexaminar los contratos energéticos. Se presenta bajo el lema "Diomaye mooy Ousmane", que significa "Diomaye es Ousmane" en wolof, y espera que el carisma y el atractivo popular de Sonko entre la juventud de Senegal impulsen su campaña. El programa de Faye es similar al de Sonko para 2019.

## Encarcelamiento y liberación
El 14 de abril de 2023, Faye fue detenido cuando salía de su oficina de impuestos y propiedad en la Rue de Thiong en Dakar. Posteriormente, fue puesto bajo custodia policial por cargos que incluían "difundir noticias falsas, desacato al tribunal y difamación de un organismo constituido" tras una publicación que hizo en las redes sociales. En este artículo, denunció la percepción de injusticia dentro del sistema judicial, previendo un veredicto que podría potencialmente descalificar a Sonko en una disputa legal entre PASTEF y el ministro de Turismo, Mame Mbaye Niang. A medida que avanzaba la situación, se le presentaron cargos adicionales de "incitación a la insurrección" y "socavar la seguridad del Estado", lo que dio lugar a un período de detención indefinida.
Después de un intento del actual presidente Macky Sall en febrero de posponer las elecciones alegando disputas no resueltas sobre quién podía presentarse, se produjeron protestas generalizadas y el Consejo Constitucional anuló el aplazamiento.En respuesta a las protestas y la revocación, Sall dijo que dejaría el cargo según lo previsto el 2 de abril, fijando la fecha el 24 de marzo. También expresó su voluntad de liberar a Sonko, Faye y todos sus seguidores como un acto de buena fe. A finales de febrero, el gobierno presentó un proyecto de ley de amnistía para calmar el clima social y político. Varios cientos de presos políticos fueron liberados por el gobierno y el 14 de marzo, días antes de las elecciones, Sonko y Faye fueron puestos en libertad.

## Posiciones políticas
El 24 de marzo de 2024 se celebraron las elecciones y Faye quedó como presidente de Senegal. Faye dice que cree en el cambio de sistema y el panafricanismo de izquierda para reclamar la soberanía de Senegal, una retórica que algunos analistas creen que es una alusión a las intenciones de distanciar al país de las potencias occidentales, especialmente del ex gobernante colonial Francia. También prometió luchar contra el "dominio económico francés" sobre Senegal si es elegido.

### Reformas constitucionales
Faye ha prometido reducir los poderes presidenciales y reintroducir la vicepresidencia.

### Corrupción
Faye ha dado prioridad a la lucha contra la corrupción política si es elegido presidente, diciendo que "ningún país puede desarrollarse cuando la corrupción y la malversación de fondos públicos son endémicas".

### Divisa
Faye quiere implementar una reforma monetaria para financiar la economía de Senegal, eliminando el franco CFA. En su programa afirma; “Llevaremos a cabo una reforma monetaria que permitirá a nuestro país tener su propia moneda”. Añadió en una conferencia de prensa que cree que "no hay soberanía si no hay soberanía monetaria". Después de la preocupación de los inversores extranjeros, retractó su promesa en marzo de 2023, diciendo: "Senegal buscará implementar primero una reforma del franco CFA a nivel regional y, si eso falla, considerará crear una moneda nacional".

## Vida personal
Bassirou Diomaye Faye nació el 25 de marzo de 1980, en Ndiaganiao, en el departamento occidental de M'Bour.
Es polígamo, tiene dos esposas; Marie Khone Faye y Absa Faye. Marie Khone, pariente cercana de su marido, han tenido juntos cuatro hijos, 3 niños y una niña. No ha tenido hijos con Absa. Faye y Sonko son amigos cercanos e incluso nombraron a uno de sus hijos Ousmane en honor a su amistad.